# كلية مجتمع كاياهوغا
Couahoga Community College أقدم جامعة أمريكية تم تأسيسها في ولاية أوهايو. التخصص فيها لسنتين أو أربعة مع إمكانية النقل إلى جامعة أخرى بعد السنتين. مقرها مدينة كليفلاند واسم الشهرة لها هو تراي سي (Tri-C) ويأتي اختصارا لكلمة Triple-C وذلك لأن الحرف الأول من كل كلمة في الاسم الرسمي للكلية هو C. يدرس فيها حوالي 20000 طالب فصليا، ولها ثلاثة فروع رئيسية مختلقة:
- الأول: يقع في مركز المدينة واسمه مترو كامبس (Metro Campus)
- الثاني: يقع في قرية التلال المرتفعة (Highland Hills) واسمه إيسترن كامبس (Eastern Campus)
- الثالث: يقع في ضاحية برما واسمه ويسترن كامبس (Western Campus)

أما مكاتب الإدراة فلها مبنى خاص بالقرب من مركز المدينة.

## وصلات خارجية
- الموقع الشبكي لكلية Couahoga Community College (إنجليزي)

‌